# Chaparana unculuanus
Nanorana unculuanus là một loài ếch thuộc họ Ranidae.
Loài này có ở Trung Quốc và có thể cả Việt Nam.
Môi trường sống tự nhiên của chúng là vùng núi ẩm nhiệt đới hoặc cận nhiệt đới, đồng cỏ nhiệt đới hoặc cận nhiệt đới vùng ngập nước hoặc lụt theo mùa, sông ngòi, đầm nước ngọt, đầm nước ngọt có nước theo mùa, và kênh đào và mương rãnh.
Chúng hiện đang bị đe dọa vì mất nơi sống.